# Sant Sopar (Antoni Estruch)
Sant Sopar és una pintura realitzada per Antoni Estruch i Bros a principis del segle XX i que es conserva actualment al Museu d'Art de Sabadell, al Vallès Occidental, procedent del llegat Josep Miquel Sanmiquel.

## Autor
Antoni Estruch (Sabadell, 1852 – Buenos Aires, 1957) fou un dels representants més destacats de la pintura històrica a Catalunya del segle xix, tot i que amb un cert retard, però a Sabadell era més conegut per les seves obres de caràcter religiós, de gran format, fetes sobretot sota el mecenatge del senyor Francesc de Paula Ponsà.
El Museu d'Art de Sabadell conserva vint-i-dues obres d'Antoni Estruch, de les quals cinc es poden veure dins la col·lecció permanent. Aquesta representació de l'últim sopar que Jesús oferí als seus deixebles constitueix un bon exemple de la gran qualitat artística d'Antoni Estruch. Si la composició, el retrat dels personatges i el traç acurat són els d'un gran pintor, la qualitat de la tècnica pictòrica revela un domini de l'ofici excel·lent.

## Descripció
La composició d'aquest sopar s'estructura a partir d'un eix de simetria molt clar, en el qual Jesús és el centre (amb tota la càrrega simbòlica que això comporta) i els dotze apòstols es reparteixen equitativament a banda i banda d'una taula rectangular i allargada, coberta amb unes senzilles estovalles blanques, de tela molt fina. La simetria se segueix també, amb lleugeres concessions, amb la distribució dels apòstols al voltant de la taula, de manera que els que estan prop del centre estan més ajaguts i cap a les puntes estan més drets. A cada cap de taula hi ha un personatge i al front, d'esquena a l'espectador (o gairebé) n'hi ha dos més.
Com és habitual, es tracta d'un àpat nocturn, tot i que en aquest cas no es mostren les restes de l'àpat: a la taula només hi ha pa, ampolles amb vi i copes de vidre. Sant Joan, a l'esquerra de Jesús, és presentat com un home jove i s'hi recolza, amb un gest tendre de devoció incondicional i d'estima. Sostenint la bossa amb les 30 monedes d'or de la traïció, Judes se situa en primer pla, a la dreta, i és l'únic personatge que mira cap a l'espectador. La resta dels Apòstols reaccionen a l'anunci de la traïció i se sorprenen, s'indignen, protesten la seva innocència o intenten descobrir al traïdor.
L'escena transcorre en una relativa penombra i no s'hi representa cap font de llum. En canvi, el pintor ha il·luminat fortament Crist, com a figura central, i ho ha fet des de davant, per donar més dramatisme al quadre i projectar les ombres dels personatges a la paret del fons. En general, dominen els tons terrosos, que van des d'un ocre molt clar fins a un vermellós d'òxid de ferro, amb alguns punts de color en alguna túnica, i la pinzellada és fina i precisa.

## Sant Sopar a l'art
Des del segle iv, el sopar de comiat que Jesús oferí als Apòstols ha estat un tema molt present a l'art cristià. Símbol de la institució de l'eucaristia, el sagrament més important per als cristians, ha tingut diferents formulacions iconogràfiques, no només pel que fa a la disposició de la taula i dels protagonistes, sinó també per la mateixa presència o no d'alguns personatges.
Tot i que els Evangelis expliquen l'escena de manera molt semblant, hi ha algunes diferències pel que fa al nombre de comensals. En principi al sopar hi haurien assistit els dotze apòstols però algunes versions, per exemple, esmenten la presència d'algun deixeble d'Emaús. També hi ha sants sopars amb cinc o sis apòstols, només.
La forma de la taula també és variable i depèn tant dels referents culturals del pintor (la taula circular, per exemple, és una influència oriental), com de la capacitat de representar tretze personatges al voltant d'una taula. En aquest sentit, la invenció i la generalització de la perspectiva aportà una bona solució tècnica.
Antoni Estruch pren probablement la tradició instituïda per Leonardo da Vinci, en què els Apòstols es distribueixen en una taula rectangular en grups de tres a banda i banda de Jesús, que és el centre, i hi fa lleugeres variacions.

## Estat de conservació
L'obra va ser restaurada l'any 2011 pel taller Td'ART, gràcies als ajuts del Programa de restauració de la Xarxa de Museus Locals de la Diputació de Barcelona.

## Exposició
El Museu d'Art de Sabadell presenta aquesta obra confrontada amb una altra obra de Jesús Led, un artista local contemporani, que ha treballat sobre el mateix tema del Sant Sopar. Amb un segle de diferència, dos autors sabadellencs ofereixen la seva lectura personal i artística d'aquest clàssic de la pintura religiosa i de tota la història de l'art.
Jesús Led és un dels més ferms representants de la pintura figurativa contemporània a la nostra ciutat. Procedent d'una família de pintors, la seva formació és autodidacta i s'ha anat construint a base de treballar amb les obres exposades als museus, a col·leccions particulars o als tallers d'altres artistes. La influència dels mestres del Barroc espanyol i italià és molt palesa a les seves obres que, fins i tot, sovint reinterpreten els grans temes per buscar-ne allò més essencial, d'una manera intuïtiva i tenaç. La seva aproximació a l'acte creatiu és, per tant, altament singular i intuïtiva, fruit d'un diàleg sense intermediaris amb el fet artístic.